# Clifton Springs (Nueva York)
Clifton Springs es una villa ubicada en el condado de Ontario en el estado estadounidense de Nueva York. En el año 2000 tenía una población de 2,223 habitantes y una densidad poblacional de 595 personas por km².

## Geografía
Clifton Springs se encuentra ubicada en las coordenadas 57°47′44″N 77°8′15″O / 57.79556, -77.13750.

## Demografía
Según la Oficina del Censo en 2000 los ingresos medios por hogar en la localidad eran de $36,595, y los ingresos medios por familia eran $49,485. Los hombres tenían unos ingresos medios de $33,929 frente a los $24,250 para las mujeres. La renta per cápita para la localidad era de $17,238. Alrededor del 13.1% de la población estaban por debajo del umbral de pobreza.